# Várhegy (Buda)
Le Várhegy ([ˈvaːɾhɛɟ], « colline du château ») est un sommet de Hongrie situé dans le 1er arrondissement de Budapest dans les collines de Buda. Il borde le Danube au nord du Gellért-hegy. On y trouve le quartier du château de Buda, Vár qui surplombe la ville. 